# Kraftwerk Thorenberg
Das Kraftwerk Thorenberg ist ein Laufwasserkraftwerk auf dem ehemaligen Gemeindegebiet von Littau in der Stadt Luzern im Kanton Luzern. Es gilt als erstes Wechselstromkraftwerk der Schweiz, das ein Stromnetz mit Mittelspannungs- und Niederspannungsebene mit Energie versorgte.
Das Wasser wird von der Kleinen Emme über einen Kanal zum Kraftwerk geleitet. Das 25,6 Meter breite Wehr im Fluss sorgt für einen gleichbleibenden Pegelstand im Kanal. Die in den Oberwasserkanal abfliessende Wassermenge kann mit Hilfe von Einlaufschützen geregelt werden. Das Wasser wird nach durchlaufen der Turbinen in einem Unterwasserkanal wieder der Kleinen Emme zugeführt.

## Geschichte

### Zeit der Gebrüder Troller (1884–1897)

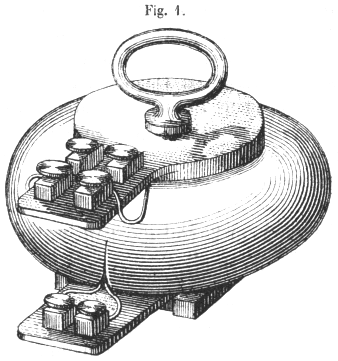
Zeitgenössische Darstellung der verwendeten Ringkerntransformatoren

1884 erwerben die Sägereibesitzer Troller die Neumühle Thorenberg mit deren Wassernutzungsrechten und begannen mit Bau eines Kanalkraftwerkes in den Räumen, die zuvor von einer Hammerschmiede genutzt worden sind. Im Mai 1886 erfolgte die Betriebsaufnahme des Kraftwerks Thorenberg als erstes schweizerisches Wechselstromkraftwerk mit Einspeisung in ein Stromnetz, was den Beginn der öffentlichen Elektrifikation in der Schweiz bedeutete.
Die Firma Bell Maschinenfabrik lieferte und montierte die mechanischen Anlagenteile. Die Girard-Vertikalturbine mit einer Leistung von 250 PS (184 kW) befand sich sieben Meter unterhalb des Stauwehrpegels und trieb über ein Kegelradgetriebe und eine horizontale Transmission vier elektrische Generatoren an: zwei Wechselstrom-Generatoren von je 75 kW zur Lichtstromerzeugung für die erste elektrische Beleuchtung der Stadt Luzern und zwei Gleichstrom-Generatoren von je 37 kW zur Kraftstromerzeugung für das 2,4 km entfernte Trollersche Mühlen- und Sägewerk zur Fluhmühle vor den Toren von Luzern.
Die Wechselstromgeneratoren erzeugten bei 250/min einen Strom von 35 bis 38 Ampere bei einer Spannung von 1800 Volt, was einer Leistung von 63 bis 68,4 kW entsprach. Für den Betrieb des Wechselstromnetzes wurde nur ein Generator benötigt, der andere wurde als Reserve bereitgehalten.
1889 liessen die Gebrüder Troller zusätzlich einen Dampfkessel und zwei Kolbendampfmaschinen einbauen, um auch in wasserarmen Zeiten genügend elektrische Energie liefern zu können.
Auf Grund des steigenden Bedarfs an elektrischer Energie wurde 1893 eine weitere grössere Maschinengruppe installiert. Die zusätzliche Jonval-Turbine mit einer Leistung von 600 PS (442 kW) trieb direkt einen Einphasen-Generator von 400 kW Leistung bei einer Klemmenspannung von 2500 Volt an.

#### Wechselstrom-Versorgungsnetz
Die in den Wechselstrom-Generatoren erzeugte Energie wurde mit einer Spannung von 1900 V und einer Frequenz von 40 Hz nach Luzern übertragen. Die Freileitung war 4,6 Kilometer lang und bestand aus vier 6 mm dicken Kupferdrähten. Die dort noch ankommende Mittelspannung von 1400 V wurde auf 100 V heruntertransformiert und für die Beleuchtung der beiden Hotels Schweizerhof und Luzernerhof genutzt. Dafür wurden sieben Transformatoren zu 7 kVA verwendet, von denen jeder 200 Glühlampen mit einer Leistung von 35 W versorgte.
Neben den Hotels wurde auch das Trollersche Mühlen- und Sägewerk mit Strom für elektrisches Licht versorgt, wobei ein 1,4 kVA-Transformator für 40 Lampen verwendet wurde. Das Kraftwerk selbst wies ebenfalls 15 Lampen auf, die über einen Transformator versorgt wurden.
Die verwendeten Ringkerntransformatoren hatten einen Wirkungsgrad von 95 %. Sie wiesen eine Primärwicklung mit 1,5 mm dicken Kupferdrähten und eine Sekundärwicklung mit 6 mm dicken Drähten auf und waren mit einer Gewebeisolation versehen. Lieferant war die von einem Schweizer gegründete Firma Ganz & Cie aus Budapest. Die Technik der Stromverteilung mittels Verteiltransformatoren wurde erst ein Jahr vor der Betriebsaufnahme des Kraftwerks durch die Herren Miksa Déri und Károly Zipernowsky, beides Mitarbeiter der Firma Ganz, zum Patent angemeldet und zuvor bei Versuchen in Wien geprüft.
Die Stadt Luzern wurde mit auf 28 V heruntertransformiertem Strom für die erste elektrische Beleuchtung versorgt.

### Zeit der Stadtwerke Luzern (ab 1897)
Die Stadt Luzern erwarb 1897 das Kraftwerk der Gebrüder Troller. Das Elektrizitätswerk Luzern wurde gegründet und Viktor Troller wurde dessen erster Direktor. Nachdem die Stadt Luzern 1905 ein weiteres Kraftwerk, das Kraftwerk Obermatt im Engelbergertal, errichtet hatte und somit über genügende Kapazität zur Lieferung von Strom verfügte, verkauft die Stadt 1917 das Kraftwerk Thorenberg an die Eisenwerke Von Moos, die 1929 eine weitere Maschinengruppe installierte, 1974 das Stauwehr umbauen liess und mit einer Gegengewichts-Stauklappe versah.
Die Elektrizitätswerke Luzern-Engelberg AG kauften 1997 das Kraftwerk zurück. Die Kraftwerksanlage wurde im Jahre 2000 einer Totalsanierung unterzogen, das Stauwehr automatisiert sowie eine neue Francis-Spiralturbine und Generatoren eingebaut.

### Bedeutung in der Geschichte der elektrischen Energieversorgung
Das Kraftwerk Thorenberg mit der Betriebsaufnahme im Mai 1886 gilt als weltweit erstes Wasserkraftwerk mit Einspeisung in ein Verteilnetz, das zwei verschiedenen Spannungsebenen aufwies.
Nur wenige Monate zuvor wurde in den Vereinigten Staaten das erste Stromnetz mit verschiedenen Spannungsebenen in Betrieb genommen. Es befand sich in dem Ferienort Great Barrington in Massachusetts und ging am 20. März 1886 in Betrieb. Der Generator wurde aber von einer Dampfmaschine angetrieben.
Das Kraftwerk Ames in den Vereinigten Staaten ist das älteste Wasserkraftwerk, das Wechselstrom für industrielle Zwecke, das heisst für den Antrieb von Maschinen, erzeugt.

## Technische Daten nach der Sanierung

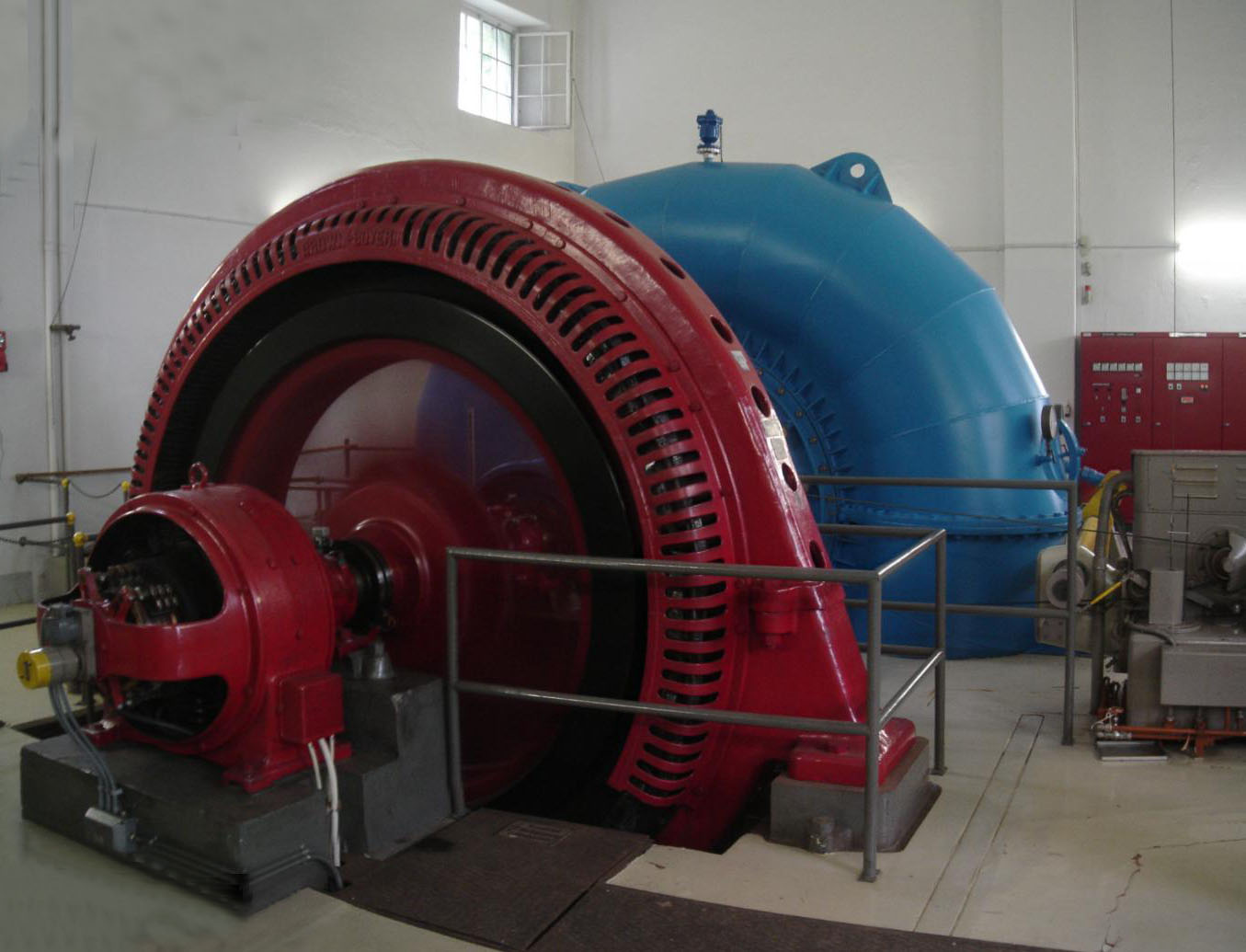
Maschinensatz von 1929

- Länge des Oberwasserkanals: 2000 m
- Länge des Unterwasserkanals: 600 m
- Brutto-Fallhöhe: 14,1 m
- Maximaler Wasserdurchfluss: 6,5 m³/s
- Drehzahl der Maschinengruppe: 214/min
- Turbinen-Typ: Francis-Spiralturbine
- Nennleistung der Turbine: 787 kW
- Nennleistung des Generators: 1000 kVA
- Klemmenspannung des Generators: 3700 V
- Maximale Einspeiseleistung ins 10-kV-Netz: 725 kW
- Mittlere jährliche Energie Produktion: 4,1 Mio. kWh

Thorenberg ist eines der drei Wasserkraftwerke, die Luzern mit Strom versorgen. Das Gebäude steht unter Denkmalschutz.